# Бжеґі (Великопольське воєводство)
Бжеґі (пол. Brzegi, нім. Kienwerder) — село в Польщі, у гміні Кшиж-Велькопольський Чарнковсько-Тшцянецького повіту Великопольського воєводства.
Населення — 183 особи (2011).
У 1975-1998 роках село належало до Пільського воєводства.

## Демографія
Демографічна структура станом на 31 березня 2011 року:
|          | Загалом | Допрацездатний вік | Працездатний вік | Постпрацездатний вік |
| -------- | ------- | ------------------ | ---------------- | -------------------- |
| Чоловіки | 96      | 24                 | 64               | 8                    |
| Жінки    | 87      | 21                 | 52               | 14                   |
| Разом    | 183     | 45                 | 116              | 22                   |